# Гомкур (Па де Кале)
Гомкур (фр. Gommecourt) насеље је и општина у североисточној Француској у региону Север-Па д Кале, у департману Па де Кале која припада префектури Арас.
По подацима из 2011. године у општини је живело 112 становника, а густина насељености је износила 33,43 становника/km². Општина се простире на површини од 3,35 km². Налази се на средњој надморској висини од 148 метара (максималној 155 m, а минималној 124 m).

## Демографија
| 1962. | 1968. | 1975. | 1982. | 1990. | 1999. | 2011. |
| ----- | ----- | ----- | ----- | ----- | ----- | ----- |
| 150   | 169   | 132   | 132   | 116   | 126   | 112   |

График промене броја становника у току последњих година